# Governatori coloniali del Suriname
Elenco dei governatori coloniali del Suriname dal 1650 al 1975.
(Le date in corsivo indicano di fatto la continuazione dell'ufficio)
| possesso                                                                 | Ritratto                                  | incombente                                                                         | Appunti                                   |                                           |
| ------------------------------------------------------------------------ | ----------------------------------------- | ---------------------------------------------------------------------------------- | ----------------------------------------- | ----------------------------------------- |
| Suzerainty inglese                                                       |                                           |                                                                                    |                                           |                                           |
| Insediamento inglese a Willoughbyland                                    |                                           |                                                                                    |                                           |                                           |
| Dal 1650 al 1654                                                         |                                           | Anthony Rowse, governatore                                                         |                                           |                                           |
| 1654-27 febbraio 1667                                                    |                                           | William Byam, governatore                                                          |                                           |                                           |
| Suzerainty olandese                                                      |                                           |                                                                                    |                                           |                                           |
| Colonia olandese                                                         |                                           |                                                                                    |                                           |                                           |
| 27 febbraio 1667-18 ottobre 1667                                         |                                           | Maurits de Rama, governatore                                                       |                                           |                                           |
| 18 ottobre 1667 al 3 novembre 1667                                       |                                           | John Harman, governatore                                                           |                                           |                                           |
| Dal 3 novembre 1667 al 1 ° febbraio 1668                                 |                                           | Samuel Barry, governatore                                                          |                                           |                                           |
| 1668-18 giugno 1669                                                      |                                           | Abraham Crijnssen, Governatore ad interim                                          |                                           |                                           |
| Dal 1669 al 1671                                                         |                                           | Philip Julius Lichtenberg, governatore                                             |                                           |                                           |
| Dal 1671 al 1677                                                         |                                           | Pierre Versterre, governatore ad interim                                           |                                           |                                           |
| 1677                                                                     |                                           | Abel Thisso, governatore ad interim                                                |                                           |                                           |
| Dal 1677 al 1678                                                         |                                           | Tobias Adriaensen, governatore                                                     |                                           |                                           |
| 1678 ad aprile 1680                                                      |                                           | Johannes Heinsius, governatore                                                     |                                           |                                           |
| 1680                                                                     |                                           | Everhard van Hemert, governatore ad interim                                        |                                           |                                           |
| 1680-1683                                                                |                                           | Laurens Verboom, governatore ad interim                                            |                                           |                                           |
| 1683-19 luglio 1688                                                      |                                           | Cornelis van Aerssen van Sommelsdijck, governatore                                 |                                           |                                           |
| 1688-1689                                                                |                                           | Abraham van Vredenburgh, governatore ad interim                                    |                                           |                                           |
| 1689-1696                                                                |                                           | Johan van Scharphuizen, governatore                                                |                                           |                                           |
| 14 maggio 1696-2 marzo 1707                                              |                                           | Paulus van der Veen, governatore                                                   |                                           |                                           |
| 2 marzo 1707-27 settembre 1707                                           |                                           | William de Gruyter, governatore                                                    |                                           |                                           |
| 27 settembre 1707-19 gennaio 1710                                        |                                           | Francis Anthonie de Rayneval, Governatore ad interim                               | 1ª volta                                  |                                           |
| 19 gennaio 1710-28 luglio 1715                                           |                                           | Johan de Goyer, governatore                                                        |                                           |                                           |
| 28 luglio 1715-22 gennaio 1716                                           |                                           | Francis Anthonie de Rayneval, Governatore ad interim                               | 2ª volta                                  |                                           |
| 22 gennaio 1716-4 ottobre 1717                                           |                                           | Johan de Mahony, governatore                                                       |                                           |                                           |
| Dal 4 ottobre 1717 al 2 marzo 1718                                       |                                           | Francis Anthonie de Rayneval, Governatore ad interim                               | 3ª volta                                  |                                           |
| Dal 2 marzo 1718 al 4 settembre 1721                                     |                                           | Jan Coetier, governatore                                                           |                                           |                                           |
| 4 settembre 1721 al 1 marzo 1722                                         |                                           | Francis Anthonie de Rayneval, Governatore ad interim                               | 4ª volta                                  |                                           |
| 1 marzo 1722-17 settembre 1727                                           |                                           | Hendrik Temminck, governatore generale                                             |                                           |                                           |
| 17 settembre 1727-9 novembre 1728                                        |                                           | Francis Anthonie de Rayneval, governatore generale ad interim                      | 5ª volta                                  |                                           |
| 9 novembre 1728-26 gennaio 1734                                          |                                           | Karel Emilius Henry de Cheusses, governatore generale                              |                                           |                                           |
| 26 gennaio 1734-11 dicembre 1734                                         |                                           | Johan Fredrik Cornelis de Vries, governatore generale ad interim                   | 1ª volta                                  |                                           |
| Dall'11 dicembre 1734 al 26 gennaio 1735                                 |                                           | Jacob Alexander Henry de Cheusses, governatore generale                            |                                           |                                           |
| Dal 26 gennaio 1735 al 4 marzo 1735                                      |                                           | Johan Fredrik Cornelis de Vries, governatore generale ad interim                   | 2ª volta                                  |                                           |
| 4 marzo 1735-22 dicembre 1735                                            | Consiglio                                 | Consiglio                                                                          |                                           |                                           |
| 22 dicembre 1735-11 agosto 1737                                          |                                           | Johan Raye van Breukelerwaard, governatore generale                                |                                           |                                           |
| Dall'11 agosto 1737 al 15 ottobre 1742                                   |                                           | Gerrit van de Schepper, governatore generale                                       |                                           |                                           |
| 15 ottobre 1742-23 aprile 1751                                           |                                           | Jan Jacob Mauricius, governatore generale                                          |                                           |                                           |
| Dal 23 aprile 1751 al 7 settembre 1752                                   |                                           | Hendrik Ernst barone van Spörcke, in qualità di governatore generale               |                                           |                                           |
| 7 settembre 1752-22 ottobre 1754                                         |                                           | Wigbold Crommelin, governatore generale ad interim                                 | 1ª volta                                  |                                           |
| 22 ottobre 1754-24 agosto 1756                                           |                                           | Pieter Albert van der Meer, governatore generale                                   |                                           |                                           |
| 24 agosto 1756-21 gennaio 1757                                           |                                           | Jan Nepveu, governatore generale ad interim                                        | 1ª volta                                  |                                           |
| 21 gennaio 1757-22 novembre 1768                                         |                                           | Wigbold Crommelin, governatore generale                                            | Del 20 settembre 1757, seconda volta      |                                           |
| 22 novembre 1768-27 febbraio 1779                                        |                                           | Jan Nepveu, governatore generale                                                   | Agendo l'8 marzo 1770, seconda volta      |                                           |
| 27 febbraio 1779-23 settembre 1783                                       |                                           | Bernard Texier, governatore generale                                               |                                           |                                           |
| 23 settembre 1783-24 dicembre 1784                                       |                                           | Wolphert Jacob Beeldsnijder Matroos, in qualità di Governatore generale            |                                           |                                           |
| 24 dicembre 1784-15 giugno 1790                                          |                                           | Jan Gerhard Wichers, governatore generale                                          |                                           |                                           |
| 15 giugno 1790-20 agosto 1799                                            |                                           | Juriaan François Frederici, governatore generale                                   | Delibera il 24 agosto 1792                |                                           |
| Occupazione britannica                                                   |                                           |                                                                                    |                                           |                                           |
| Dal 20 agosto 1799 al 4 dicembre 1802                                    |                                           | Juriaan François Frederici, governatore generale                                   |                                           |                                           |
| Suzerainty olandese                                                      |                                           |                                                                                    |                                           |                                           |
| Dal 4 dicembre 1802 al 9 dicembre 1803                                   |                                           | Willem Otto Blois van Treslong, governatore generale ad interim                    |                                           |                                           |
| 9 dicembre 1803-9 maggio 1804                                            |                                           | Pierre de Berranger, commissario generale                                          |                                           |                                           |
| Occupazione britannica                                                   |                                           |                                                                                    |                                           |                                           |
| 9 maggio 1804-15 aprile 1805                                             |                                           | Sir Charles Green, governatore generale                                            |                                           |                                           |
| 15 aprile 1805-27 settembre 1808                                         |                                           | William Carlyon Hughes, tenente governatore                                        |                                           |                                           |
| 27 settembre 1808-4 maggio 1809                                          |                                           | Sir John Wardlau Bar, governatore generale ad interim                              |                                           |                                           |
| Dal 4 maggio 1809 all'8 novembre 1811                                    |                                           | Charles Bentinck, conte di Bentinck, commissario capo                              |                                           |                                           |
| 8 novembre 1811-27 febbraio 1816                                         |                                           | Pinson Bonham, governatore generale ad interim                                     |                                           |                                           |
| Suzerainty olandese                                                      |                                           |                                                                                    |                                           |                                           |
| 27 febbraio 1816-18 luglio 1816                                          |                                           | Willem Benjamin van Panhuys [ nl ], governatore generale                           |                                           |                                           |
| 18 luglio 1816-1 aprile 1822                                             |                                           | Cornelis Reinhard Vaillant, governatore generale                                   |                                           |                                           |
| 1 aprile 1822-12 ottobre 1827                                            |                                           | Abraham de Veer, governatore generale                                              |                                           |                                           |
| 12 ottobre 1827-1 agosto 1828                                            |                                           | Johannes van den Bosch, Commissario generale                                       |                                           |                                           |
| Uniti con Curaçao e dipendenze come i Caraibi olandesi                   |                                           |                                                                                    |                                           |                                           |
| 1 agosto 1828-19 dicembre 1831                                           |                                           | Paulus Roelof Cantz'laar, governatore generale                                     |                                           |                                           |
| 19 dicembre 1831-5 giugno 1838                                           |                                           | Evert Ludolph barone van Heeckeren, governatore generale                           | Delibera il 6 maggio 1832                 |                                           |
| 5 giugno 1838-16 luglio 1839                                             |                                           | Philippus de Kanter, governatore generale ad interim                               | 1ª volta                                  |                                           |
| 16 luglio 1839-31 marzo 1842                                             |                                           | Julius Constantijn Rijk, governatore generale                                      |                                           |                                           |
| 31 marzo 1842-15 novembre 1842                                           |                                           | Philippus de Kanter, governatore generale ad interim                               | 2ª volta                                  |                                           |
| 15 novembre 1842-16 luglio 1845                                          |                                           | Burchard Joan Elias, governatore generale                                          |                                           |                                           |
| 16 luglio 1845-13 ottobre 1845                                           |                                           | Philippus de Kanter, governatore generale ad interim                               | 3ª volta                                  |                                           |
| 13 ottobre 1845-27 gennaio 1848                                          |                                           | Reinier Frederik barone van Raders, governatore generale                           |                                           |                                           |
| Colonia separata                                                         |                                           |                                                                                    |                                           |                                           |
| 27 gennaio 1848-1 marzo 1852                                             |                                           | Reinier Frederik barone van Raders, governatore generale                           |                                           |                                           |
| 1º marzo 1852-14 giugno 1852                                             |                                           | Philippus de Kanter, governatore generale ad interim                               | 4ª volta                                  |                                           |
| 14 giugno 1852-22 giugno 1852                                            |                                           | Coenrad Barends, governatore generale ad interim                                   |                                           |                                           |
| 22 giugno 1852-25 agosto 1855                                            |                                           | Johann George Otto Stuart von Schmidt auf Altenstadt, governatore generale         |                                           |                                           |
| 25 agosto 1855-11 agosto 1859                                            |                                           | Charles Pierre Schimpf, governatore generale                                       |                                           |                                           |
| 11 agosto 1859-29 giugno 1867                                            |                                           | Reinhart Frans van Lansberge, governatore generale                                 |                                           |                                           |
| 29 giugno 1867-1 agosto 1873                                             |                                           | Willem Hendrik Johan van Idsinga, governatore generale                             |                                           |                                           |
| Dal 1 agosto 1873 al 1 novembre 1882                                     |                                           | Cornelis Ascanius van Sypesteyn, governatore generale                              |                                           |                                           |
| 1º novembre 1882-30 luglio 1885                                          |                                           | Johannes Herbert August Willem van Heerdt e Eversberg [ nl ], governatore generale |                                           |                                           |
| 30 luglio 1885-18 luglio 1888                                            |                                           | Hendrik Jan Smidt, governatore generale                                            |                                           |                                           |
| 18 luglio 1888-30 gennaio 1889                                           |                                           | Warmolt Tonckens, governatore generale ad interim                                  | 1ª volta                                  |                                           |
| 30 gennaio 1889-27 giugno 1891                                           |                                           | Maurits Adriaan de Savornin Lohman, governatore generale                           |                                           |                                           |
| 27 giugno 1891-12 maggio 1896                                            |                                           | Titus Anthony Jacob van Asch van Wijck, governatore generale                       |                                           |                                           |
| 12 maggio 1896-4 ottobre 1902                                            |                                           | Warmolt Tonckens, governatore generale                                             | 2ª volta                                  |                                           |
| 4 ottobre 1902-12 settembre 1905                                         |                                           | Cornelis Lely, governatore generale                                                |                                           |                                           |
| 12 settembre 1905-18 novembre 1905                                       |                                           | David Hendrick Havelaar, in qualità di governatore generale                        |                                           |                                           |
| 18 novembre 1905-28 febbraio 1908                                        |                                           | Alexander Willem Frederik Idenburg, governatore generale                           |                                           |                                           |
| 28 febbraio 1908-10 agosto 1908                                          |                                           | Pieter Hofstede Crull, in qualità di governatore generale                          | 1ª volta                                  |                                           |
| Dal 10 agosto 1908 al 30 giugno 1911                                     |                                           | Dirk Fock, governatore generale                                                    |                                           |                                           |
| Dal 30 giugno 1911 al 14 luglio 1911                                     |                                           | Louis Marie Rollin Couquerque, governatore generale                                |                                           |                                           |
| 14 luglio 1911-17 ottobre 1911                                           |                                           | Pieter Hofstede Crull, in qualità di governatore generale                          | 2ª volta                                  |                                           |
| Dal 17 ottobre 1911 al 25 novembre 1916                                  |                                           | Willem Dirk Hendrik barone van Asbeck, governatore generale                        |                                           |                                           |
| 25 novembre 1916-25 novembre 1919                                        |                                           | Gerard Johan Staal, governatore generale                                           | 1ª volta                                  |                                           |
| 25 novembre 1919-15 luglio 1920                                          |                                           | Lambertus Johannes Rietberg, governatore generale                                  | 1ª volta                                  |                                           |
| Dal 15 luglio 1920 al 16 dicembre 1920                                   |                                           | Gerard Johan Staal, governatore generale                                           | 2ª volta                                  |                                           |
| 16 dicembre 1920-23 maggio 1921                                          |                                           | Lambertus Johannes Rietberg, governatore generale                                  | 2ª volta                                  |                                           |
| 23 maggio 1921-21 maggio 1924                                            |                                           | Aarnoud van Heemstra, governatore generale                                         | 1ª volta                                  |                                           |
| 21 maggio 1924-18 settembre 1924                                         |                                           | Lambertus Johannes Rietberg, governatore generale                                  | 3ª volta                                  |                                           |
| 18 settembre 1924-21 febbraio 1925                                       |                                           | Jan Luchies Nysingh, governatore generale                                          |                                           |                                           |
| Dal 21 febbraio 1925 al 1 ° aprile 1928                                  |                                           | Aarnoud van Heemstra, governatore generale                                         | 2ª volta                                  |                                           |
| 1º aprile 1928-16 agosto 1933                                            |                                           | Abraham "Bram" Arnold Lodewijk Rutgers, governatore generale                       |                                           |                                           |
| 16 agosto 1933 al 3 gennaio 1944                                         |                                           | Johannes Coenraad Kielstra, governatore generale                                   |                                           |                                           |
| 16 agosto 1935-12 aprile 1936                                            |                                           | Johannes Cornelis Brons, governatore generale ad interim                           | Recitazione per Kielstra, prima volta     |                                           |
| Da settembre 1938 a gennaio 1939                                         |                                           | Johannes Cornelis Brons, governatore generale ad interim                           | Recitazione per Kielstra, seconda volta   |                                           |
| Dal 3 gennaio 1944 al 2 agosto 1948                                      |                                           | Johannes Cornelis Brons, governatore generale                                      | 3ª volta                                  |                                           |
| Dal 2 agosto 1948 al 2 dicembre 1949                                     |                                           | Willem Huender, governatore generale                                               |                                           |                                           |
| 2 dicembre 1949-15 dicembre 1954                                         |                                           | Jan Klaasesz, governatore generale                                                 |                                           |                                           |
| Paese costituente del Regno dei Paesi Bassi ; fine dello stato coloniale |                                           |                                                                                    |                                           |                                           |
| Dal 15 dicembre 1954 all'11 febbraio 1956                                |                                           | Jan Klaasesz, governatore generale                                                 |                                           |                                           |
| 11 febbraio 1956-18 marzo 1963                                           |                                           | Jan van Tilburg, governatore generale                                              |                                           |                                           |
| 19 marzo 1963-22 agosto 1964                                             |                                           | Archibald Currie, governatore generale                                             | Dal 1º maggio 1963                        |                                           |
| 22 agosto 1964-26 febbraio 1965                                          |                                           | François Haverschmidt, governatore generale ad interim                             |                                           |                                           |
| 26 febbraio 1965-12 agosto 1968                                          |                                           | Henry Lucien de Vries, governatore generale                                        |                                           |                                           |
| 12 agosto 1968 al 25 novembre 1975                                       |                                           | Johan Ferrier, governatore generale                                                |                                           |                                           |
| 25 novembre 1975                                                         | Indipendenza come Repubblica del Suriname | Indipendenza come Repubblica del Suriname                                          | Indipendenza come Repubblica del Suriname | Indipendenza come Repubblica del Suriname |